# Mensuur (snaarinstrument)
De mensuur van snaarinstrumenten is de effectieve maximale lengte van de trillende snaar die bepalend is voor de laagste toon die de snaar op het instrument kan voortbrengen.  Instrumenten met grote mensuur zijn in het algemeen lager van toon dan die met kleiner mensuur.
Binnen instrumentenfamilies kennen instrumenten ook diverse mensuren. Zo worden violen (en met name de studieviolen) in een aantal maten gebouwd. De hele viool (4/4) is de meest gangbare, kwartviolen en kleiner worden heel weinig gemaakt. De geschikte maat viool voor kinderen kan gevonden worden uit de lengte van de arm: de viool is niet te groot als de volle hand om de krul geslagen kan worden terwijl de viool onder de kin gehouden wordt.
Voor het onderwijs aan kinderen worden speciale kleinere violen (en cello's) gebouwd. Men spreekt van 1/4, 1/2, 3/4 violen als deze kleinere maten worden bedoeld.
Ook bij gitaren verschilt de mensuur. Zo hebben Martin-gitaren uit de 000-serie en de OM-serie dezelfde vorm, maar is de hals van een OM iets langer waardoor zowel klankeigenschappen als het gevoel voor de bespeler verschillen. Ook bij elektrische gitaren zijn verschillende mensuren gangbaar. De meeste Fender-gitaren hebben een mensuur van 25,5 inch (648 mm) terwijl veel Gibson-gitaren een mensuur van 24,75 inch  (628 mm) hebben. Elektrische gitaren met een nog kleinere mensuur worden short scale-gitaren genoemd. De Fender Jaguar die een mensuur van 24 inch (610 mm) heeft is daarvan het bekendste voorbeeld. Bij een langere mensuur is de snaarspanning hoger. Dat resulteert in een helderder of fellere klank met meer sustain, terwijl een kleinere mensuur door de lagere snaarspanning soepeler te bespelen is.